# Longitarsus
Longitarsus es un género de coleópteros de la familia de los crisomélidos.   Es el género con más especies de escarabajos pulga, que comprende más de 700 especies, y tiene una distribución cosmopolita.

## Especies
- Longitarsus abchasicus Konstantinov, 1986
- Longitarsus absynthii Kutschera, 1862
- Longitarsus aeneicollis Faldermann, 1837
- Longitarsus aeneus Kutschera, 1862
- Longitarsus aeruginosus Foudras, 1860
- Longitarsus agilis Rye, 1868
- Longitarsus albineus Foudras, 1860
- Longitarsus albus Allard, 1866
- Longitarsus alfierii Pic, 1923
- Longitarsus allotrophus Furth, 1980
- Longitarsus anacardius Allard, 1866
- Longitarsus anchusae Paykull, 1799
- Longitarsus andalusicus Gruev, 1973
- Longitarsus angelikae Fritzlar, 2001
- Longitarsus angorensis Gruev & Kasap, 1985
- Longitarsus angusticollis Wang, 1992
- Longitarsus apicalis Beck, 1817
- Longitarsus apollonius Bechyne, 1997
- Longitarsus arabicus Doguet, 1979
- Longitarsus aramaicus Leonardi, 1979
- Longitarsus arnoldi Bergeal & Doguet, 1991
- Longitarsus artvinus Gruev & Aslan, 1998
- Longitarsus atlanticus Doeberl, 2002
- Longitarsus atricillus Linnaeus, 1761
- Longitarsus aubozaorum Biondi, 1997
- Longitarsus audisioi Biondi, 1992
- Longitarsus australis Mulsant & Rey, 1874
- Longitarsus awadi Lopatin, 2001
- Longitarsus azoricus Israelson, 1991
- Longitarsus azumai Kimoto, 2000
- Longitarsus baeticus Leonardi, 1979
- Longitarsus ballotae Marsham, 1802
- Longitarsus barbarae Doguet & Bergeal, 2001
- Longitarsus bearei Kevan, 1967
- Longitarsus bedeli Uhagon, 1887
- Longitarsus behnei Gruev & Arnold, 1989
- Longitarsus bergeali Doguet & Guev, 1988
- Longitarsus beroni Gruev, 1988
- Longitarsus bertii Leonardi, 1973
- Longitarsus bethae Savini & Escalona, 2005
- Longitarsus bonnairei Allard, 1866
- Longitarsus bourdonnei Doguet & Bergeal, 2006
- Longitarsus brevipennis Wollaston, 1860
- Longitarsus brisouti Heikertinger, 1912
- Longitarsus brunneus Duftschmid, 1825
- Longitarsus buettikeri Doguet, 1984
- Longitarsus bulgaricus Gruev, 1973
- Longitarsus buonloiensis Gruev, 1986
- Longitarsus bytinskii Furth, 1980
- Longitarsus callicarpae Gruev, 1986
- Longitarsus callidus Warchalowski, 1967
- Longitarsus candidulus Foudras, 1860
- Longitarsus caroli Bastazo & Garcia Raso, 1985
- Longitarsus cedarbergensis Biondi, 1999
- Longitarsus celticus Leonardi, 1975
- Longitarsus cerinthes Schrank, 1798
- Longitarsus chitwana Medvedev, 2000
- Longitarsus cinerariae Wollaston, 1854
- Longitarsus cizeki Doberl, 2004
- Longitarsus codinai Madar & Madar, 1965
- Longitarsus corynthius Reiche & Saulcy, 1858
- Longitarsus croaticus Gruev, 1975
- Longitarsus curtus Allard, 1860
- Longitarsus cyaneus Medvedev, 1996
- Longitarsus danieli Mohr, 1962
- Longitarsus debernardii Leonardi, 1979
- Longitarsus dorsalis Fabricius, 1781
- Longitarsus echii Koch, 1803
- Longitarsus eminatus Furth, 1980
- Longitarsus erberi Mohr, 1984
- Longitarsus exsoletus Linnaeus, 1758
- Longitarsus fallax Weise, 1888
- Longitarsus ferrugineus Foudras, 1860
- Longitarsus ferruginipennis Fuente, 1910
- Longitarsus finitimus Konstantinov, 1992
- Longitarsus flavicollis Medvedev, 1993
- Longitarsus flavicornis Stephens, 1831
- Longitarsus flavitarsis Medvedev, 1996
- Longitarsus foudrasi Weise, 1893
- Longitarsus fowleri Allen, 1967
- Longitarsus frontosus Normand, 1947
- Longitarsus fulgens Foudras, 1860
- Longitarsus fuscoaeneus Redtenbacher, 1849
- Longitarsus ganglbaueri Heikertinger, 1912
- Longitarsus gilli Gruev & Askevold, 1988
- Longitarsus girardi Doguet, 1987
- Longitarsus gloriae Doguet & Bergeal, 2001
- Longitarsus gomerensis Biondi, 1986
- Longitarsus gracilis Kutschera, 1864
- Longitarsus grandis Rapilly, 1978
- Longitarsus gruevi Leonardi & Mohr, 1974
- Longitarsus hammondi Gruev, 1981
- Longitarsus hartmanni Medvedev, 2004
- Longitarsus heinigi Doeberl, 2002
- Longitarsus helvolus Kutschera, 1863
- Longitarsus hermonensis Furth, 1980
- Longitarsus hissaricus Lopatin in Konstantinov & Lopatin, 2000
- Longitarsus hittita Biondi, 1995
- Longitarsus hoberlandti Lopatin, 1990
- Longitarsus holsaticus Linnaeus, 1758
- Longitarsus homochaetus Bechyne, 1997
- Longitarsus huberi LeSage, 1988
- Longitarsus ibericus Leonardi & Mohr, 1974
- Longitarsus idilphilus Biondi, 1984
- Longitarsus incicaus Basu, Bhaumik & Sengupta, 1981
- Longitarsus incospicuus Wollaston, 1860
- Longitarsus isoplexidis Wollaston, 1854
- Longitarsus jacobaeae Waterhouse, 1858
- Longitarsus jailensis Heikertinger, 1913
- Longitarsus jandiensis Biondi, 1986
- Longitarsus juncicola Foudras, 1860
- Longitarsus karlheinzi Warchalowski, 1972
- Longitarsus kippenbergi Warchalowski, 1998
- Longitarsus kleiniiperda Wollaston, 1860
- Longitarsus kopdagiensis Gruev & Aslan, 1998
- Longitarsus kutscherae Rye, 1872
- Longitarsus laevicollis (Wang, 1992)
- Longitarsus langtangensis Gruev, 1990
- Longitarsus languidus Kutschera, 1863
- Longitarsus laosensis Medvedev, 2004
- Longitarsus latens Warchalowski, 1999
- Longitarsus lateripunctatus Rosenhauer, 1856
- Longitarsus laureolae Biondi, 1989
- Longitarsus ledouxi Doguet, 1979
- Longitarsus leonardii Doguet, 1973
- Longitarsus lewisii Baly, 1874
- Longitarsus linnaei Duftschmid, 1825
- Longitarsus litangana Wang, 1992
- Longitarsus longipennis Kutschera, 1863
- Longitarsus longiseta Weise, 1889
- Longitarsus luctuosus Biondi, 1999
- Longitarsus lugubris Biondi, 1999
- Longitarsus luridus Scopoli, 1763
- Longitarsus lycopi Foudras, 1860
- Longitarsus macrochaetus Bechyne, 1997
- Longitarsus manfredi Fritzlar, 2004
- Longitarsus marguzoricus Konstantinov in Konstantinov & Lopatin, 2000
- Longitarsus medvedevi Shapiro, 1956
- Longitarsus melanicus Biondi, 1999
- Longitarsus melanocephalus De Geer, 1775
- Longitarsus membranaceus Foudras, 1860
- Longitarsus messerschmidtiae Wollaston, 1860
- Longitarsus minimus Kutschera, 1863
- Longitarsus minusculus Foudras, 1860
- Longitarsus mirei Doguet, 1979
- Longitarsus montanus (Wang, 1992)
- Longitarsus monticola Kutschera, 1863
- Longitarsus muchei Mohr, 1984
- Longitarsus nakaoi Kimoto, 2000
- Longitarsus nanus Foudras, 1860
- Longitarsus nasturtii Fabricius, 1792
- Longitarsus nebulosus Allard, 1866
- Longitarsus nepalensis Gruev, 1988
- Longitarsus neseri Biondi, 1999
- Longitarsus niger Koch, 1803
- Longitarsus nigerrimus Gyllenhal, 1827
- Longitarsus nigriceps Wang, 1992
- Longitarsus nigrilividus Furth, 1980
- Longitarsus nigrocephalus White in Westcott, Brown, Sharratt & White, 1985
- Longitarsus nigrocillus Motschulsky, 1849
- Longitarsus nigrofasciatus Goeze, 1777
- Longitarsus nimrodi Furth, 1980
- Longitarsus nodulis Wang, 1992
- Longitarsus noricus Leonardi, 1976
- Longitarsus nubigena Wollaston, 1854
- Longitarsus obliteratoides Gruev, 1973
- Longitarsus obliteratus Rosenhauer, 1847
- Longitarsus ochroleucus Marsham, 1802
- Longitarsus ordinatus Foudras, 1860
- Longitarsus ozbeki Aslan & Warchalowski, 2005
- Longitarsus pallidicornis Kutschera, 1863
- Longitarsus pardoi Doguet, 1974
- Longitarsus parvulus Paykull, 1799
- Longitarsus pellucidus Foudras, 1860
- Longitarsus persimilis Wollaston, 1860
- Longitarsus petitpierrei Bastazo, 1998
- Longitarsus peyerimhoffi Abeille, 1909
- Longitarsus philippinensis Medvedev, 1993
- Longitarsus phuketensis Gruev, 1989
- Longitarsus picicollis Weise, 1900
- Longitarsus pinguis Weise, 1888
- Longitarsus plantagomaritimus Dollman, 1912
- Longitarsus pratensis Panzer, 1794
- Longitarsus pubipennis Chen & Wang, 1980
- Longitarsus pulmonariae Weise, 1893
- Longitarsus quadriguttatus Pontoppidan, 1765
- Longitarsus rectilineatus Foudras, 1860
- Longitarsus refugiensis Leonardi & Mohr, 1974
- Longitarsus reichei Allard, 1860
- Longitarsus rubellus Foudras, 1860
- Longitarsus rubiginosus Foudras, 1860
- Longitarsus rugipunctata (Wang, 1992)
- Longitarsus rutilus Illiger, 1807
- Longitarsus salarius Lopatin & Kulenova, 1985
- Longitarsus salviae Gruev, 1975
- Longitarsus scaphidioides Abeille, 1896
- Longitarsus scrobipennis Heikertinger, 1913
- Longitarsus scutellaris Rey, 1874
- Longitarsus sencieri Allard, 1860
- Longitarsus sengloki Konstantinov in Lopatin & Konstantinov, 1994
- Longitarsus serrulatus Prathapan, Faizal & Anith, 2005
- Longitarsus shuteae Gruev, 1981
- Longitarsus solaris Gruev, 1977
- Longitarsus springeri Leonardi, 1975
- Longitarsus stragulatoides Gruev, 1990
- Longitarsus stragulatus Foudras, 1860
- Longitarsus strigicollis Wollaston, 1864
- Longitarsus submaculatus Kutschera, 1863
- Longitarsus substriatus Kutschera, 1863
- Longitarsus succineus Foudras, 1860
- Longitarsus suturatus Foudras, 1860
- Longitarsus suturellus Duftschmid, 1825
- Longitarsus symphyti Heikertinger, 1912
- Longitarsus tabidus Fabricius, 1775
- Longitarsus tantulus Foudras, 1860
- Longitarsus tarraconensis Leonardi, 1979
- Longitarsus thamensis Gruev, 1990
- Longitarsus tienshanicus Konstantinov, 1992
- Longitarsus tishechkini Konstantinov in Konstantinov & Lopatin, 2000
- Longitarsus transvaalensis Biondi, 1999
- Longitarsus tristis Weise, 1888
- Longitarsus truncatellus Weise, 1890
- Longitarsus tunetanus Csiki, 1940
- Longitarsus velai Bastazo, 1998
- Longitarsus ventricosus Foudras, 1860
- Longitarsus vilis Wollaston, 1864
- Longitarsus violentoides Konstantinov in Konstantinov & Lopatin, 2000
- Longitarsus violentus Weise, 1893
- Longitarsus weisei Guillebeau, 1895
- Longitarsus zangherii Warchalowski, 1968
- Longitarsus zhamicus Chen & Wang, 1981